# Space Rogue
Space Rogue è un videogioco di esplorazione spaziale pubblicato nel 1989-1990 per molti tipi di computer dalla Origin Systems. 
Ha molte somiglianze con il più celebre Elite, e come questo consiste nel viaggiare e commerciare per la galassia, ma ha delle caratteristiche proprie, in particolare la presenza di sequenze stile videogioco di ruolo in cui si controlla il pilota a piedi disceso su basi spaziali.
Non ha collegamenti con Space Rogue della Red Beat uscito nel 2016, che è invece simile a FTL: Faster Than Light.

## Trama
Il gioco si svolge in una costellazione di otto sistemi stellari, politicamente sotto il controllo di un impero spaziale. Il commercio è nelle mani di una Gilda dei Mercanti legale e della diffusa pirateria, e come in Elite il protagonista potrà scegliere durante l'avventura se affiliarsi all'una o all'altra.
Nella sequenza introduttiva viene mostrato che il protagonista è un membro dell'equipaggio dell'astronave mercantile Princess Blue, che ha incontrato nello spazio un'altra astronave misteriosamente abbandonata, la Jolly Roger. Il protagonista viene inviato in tuta spaziale a esaminare la Jolly Roger, che risulta funzionante, ma nel frattempo sopraggiunge una flotta di alieni Manchi, i peggiori nemici dell'umanità, che distrugge la Princess Blue e poi se ne va. Il protagonista si ritrova così solo e senza una meta sulla Jolly Roger.
La Jolly Roger è una piccola e agile astronave modello Sunracer (12 m di lunghezza), con capacità mercantili e di combattimento. Il protagonista dovrà utilizzarla per esplorare, commerciare, svolgere missioni, risolvere misteri.
Per terminare l'intera avventura dovrà restituire un oggetto sacro ai Manchi, che hanno l'aspetto di formiche giganti, ottenendo di riportare la pace nell'impero.

## Modalità di gioco
Il pilotaggio manuale dell'astronave avviene con vista tridimensionale, in prima persona dal parabrezza oppure in terza persona dall'esterno, con sotto il cruscotto e la strumentazione di bordo. Si possono selezionare due tipi di volo, "newtoniano" in cui orientamento e propulsione sono controllati separatamente, oppure "crociera" in cui i motori spingono automaticamente nella direzione in cui si punta.
La guida manuale è utilizzata in particolare quando si deve manovrare per attraccare a una stazione spaziale o combattere contro un'altra astronave. I viaggi tra sistemi stellari diversi avvengono attraverso dei portali chiamati Malir, che appaiono come tunnel sinuosi formati da una serie di cerchi; anche in questo caso il giocatore deve pilotare manualmente e attraversare correttamente i cerchi per non subire danni.
Si dispone di un computer di bordo con la mappa del sistema stellare in cui ci si trova attualmente. Se si passa alla visuale della mappa, questa appare come una griglia bidimensionale dove ogni casella ha un simbolo che ne rappresenta il contenuto. Qui un segnalino rappresenta la posizione della propria astronave e si possono tracciare rotte per viaggiare automaticamente sulle lunghe distanze. Nella confezione originale erano fornite anche mappe cartacee della galassia e di ciascuno dei sistemi.
Si può attraccare in quattro tipi di luoghi con diverse possibilità commerciali: basi stellari imperiali, avamposti, stazioni minerarie, navi imperiali. Quando si scende dall'astronave la visuale diventa dall'alto, stile Gauntlet, e si controlla il personaggio attraverso stanze e porte. Si possono trovare oggetti, fare compravendite, e incontrare altre persone con cui dialogare e prendere accordi.
Tramite il commercio è possibile anche acquistare potenziamenti agli armamenti della Jolly Roger, inizialmente minimali. Si può trovare anche un videogioco arcade chiamato Hive, uno sparatutto a piedi contro i Manchi, con il quale il giocatore può fare delle partite.